# Frančiška
Frančiška je žensko osebno ime.

## Izvor imena
Ime Frančiška izhaja iz moškega osebnega imena Frančišek oziroma iz latinskega imena Francisca, ki pa je ženska oblika imena Franciscus (Frančišek).

## Različice imena
Fana, Fanči, Fančka, Fani, Fanica, Fanija, Fanika, Fanina, Frana, Franca, Francika, Franciska, Franciška, Francka, Frani, Franja, Franjka, Franka

## Tujejezikovne oblike imena
- pri Angležih: Francesca
- pri Čehih in Slovakih: Františka
- pri Francozih: Françoise
- pri Islandcih: Franziska
- pri Italijanih: Francesca, Franceschina, Franca, Francisca
- pri Japoncih: Furanchesuka
- pri Madžarih, Švedih: Franciska
- pri Nemcih: Franziska
- pri Poljakih: Franciszka

## Pogostost imena
Po podatkih Statističnega urada Republike Slovenije je bilo na dan 31. decembra 2007 v Sloveniji število ženskih oseb z imenom Frančiška: 10.401. Med vsemi ženskimi imeni pa je ime Frančiška po pogostosti uporabe uvrščeno na 8. mesto.

## Osebni praznik
V katoliškem koledarju je ime Frančiška zapisano dvakrat. Poleg Frančiške na te dneve godujejo tudi Francka in Fani ter različice, ki izhajajo iz teh imen. Pregled godovnih dni po novem bogoslužnem koledarju v katerih goduje Franšiška.
- 9. marec, Rimska spokornica († 9. mar. 1440)
- 22. december, Frančiška Carbini redovnica († 22. dec. 1917)